# Aeroportul Mount Isa
Aeroportul Mount Isa (IATA: ISA, ICAO: YBMA) este un aeroport din Queensland, Australia ce deservește zona Mount Isa. Aeroportul a fost tranzitat în 2022 de 221.161 de pasageri. A fost numit după zona deservită.
Situat la o altitudine de 341 m, aeroportul dispune de o singură pistă.